# Vera Biriukova
Vera Biriukova (en russe : Вера Леонидовна Бирюкова) est une gymnaste rythmique russe, née le 11 avril 1998 à Omsk (Russie).

## Biographie
Vera Biriukova est sacrée championne olympique au concours des ensembles aux Jeux olympiques d'été de 2016 à Rio de Janeiro, avec ses coéquipières Vera Biriukova, Anastasia Bliznyuk, Anastasia Maksimova, Anastasiia Tatareva et Maria Tolkacheva.
Aux Jeux européens de 2019, elle est médaillée d'or en groupe 5 ballons et médaillée de bronze en concours général en groupe.